# 163e Infanteriedivisie (Wehrmacht)
De 163e Infanteriedivisie (Duits: 163. Infanterie-Division) was een Duitse infanteriedivisie tijdens de Tweede Wereldoorlog. De divisie kwam voor het eerst in actie bij de Duitse inval in Noorwegen en bleef daar gedurende een jaar. Vervolgens kwam de divisie in actie in Finland aan het noordelijk front tot september 1944. Daarop volgde een terugtocht naar Noorwegen. Begin 1945 werd de divisie teruggehaald naar Duitsland en in Pommeren ingezet, waar de divisie in maart 1945 volledig vernietigd werd. 

## Geschiedenis
De 163e Infanteriedivisie werd opgericht op 18 november 1939 op Oefenterreinen Döberitz en Jüterbog in Wehrkreis III. De 163e Infanteriedivisie was een divisie van de 7e Aufstellungswelle. Deze Welle werd samengesteld eind 1939, toen de Wehrmacht zich voorbereidde op de Slag om Frankrijk. In deze 7e Welle-eenheden werden de antitankdetachementen ondersteund door een fietscompagnie. Ze waren bewapend met Duits materieel, in plaats van met het Tsjechoslowaakse materieel van de 5e en 6e Welle. Tegen 1 januari 1940 was de divisie op volledige sterkte nadat Feldersatz-Bataillone 3, 5 en 23 waren toegevoegd. De training duurde tot april 1940.

### Aanval op Noorwegen
De divisie was onderdeel van de Duitse strijdmacht die Noorwegen zou binnenvallen (Operatie Weserübung) in april 1940. Hierin speelde de divisie een belangrijke rol. De hoofdstad Oslo was het hoofddoel van de divisie. Daartoe werd een deel van de troepen op de schepen van Groep 5 geladen en daarnaast werd een deel via de lucht naar de luchthaven Oslo overgebracht. Ook werden troepen geleverd om Kristiansand te bezetten, het Noorse marine- en militaire hoofdkwartier voor de zuidkust, en de kleinere haven en het kabelstation van Arendal. Met uitzondering van de verliezen die geleden werden doordat de zware kruiser Blücher tot zinken werd gebracht, was de operatie een succes en Zuid-Noorwegen werd ingenomen tegen 13 april 1940.
Vanaf mei 1940 was de divisie gelegerd rond Lillehammer en bleef daar tot 10 juni 1941. 

### Inzet in Finland

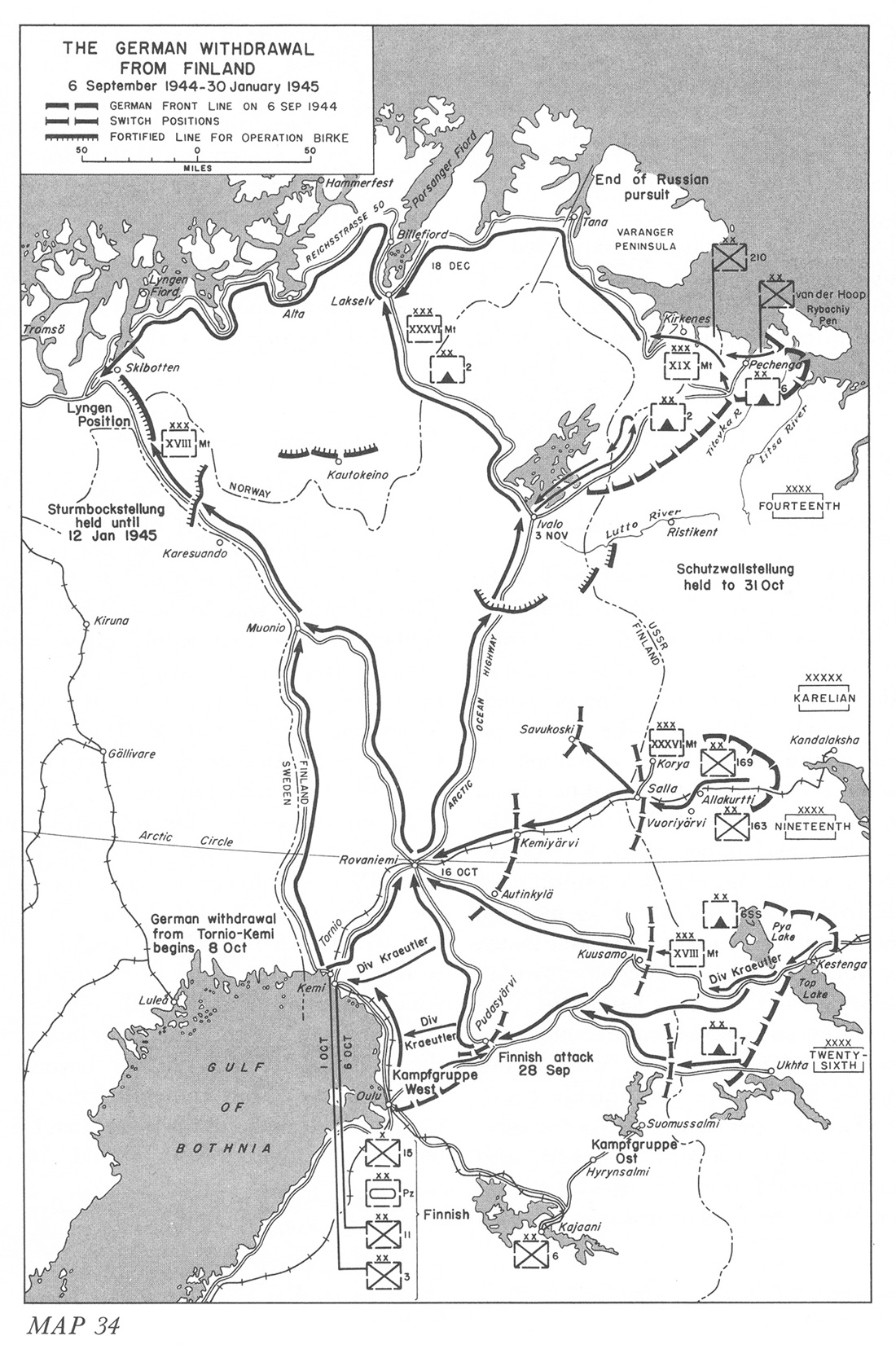
Overzicht van de Duitse terugtocht uit Finland, 1944

Op 10 juni 1941 werd het gebied overgedragen aan de  710e Infanteriedivisie en volgde een verplaatsing naar Oslo. De divisie was voorzien deel uit te gaan maken van een Fins-Duitse strijdmacht die, als onderdeel van Operatie Barbarossa, vanuit Finland zou aanvallen. Hiervoor werd de divisie per spoor overgebracht naar Finland in d laatste week van juni 1941. Deze zogenaamde permitenttrafik was een neutraliteitscrisis in Zweden. Tegen 3 juli was de divisie verzameld bij Vyartsilya in Finland. Hier ging de divisie deel uitmaken van het Finse Karelische Leger en nam vanaf 10 juli deel aan de Finse invasie van Oost-Karelië. Dit betekende een opmars richting de rivier Svir, die eind september bereikt werd. Hier stopte de opmars en daarna werd dit een stellingenoorlog. De divisie bleef in dit gebied tot 12/15 mei 1942, toen de divisie werd afgelost door de Finse 8e Infanteriedivisie. Rond 20 mei was divisie aangekomen bij Alakurtti, liggend voor Kandalaksja. Hier bracht de divisie dan twee en een half jaar door in een loopgravenoorlog.
De wapenstilstand tussen Finland en de Sovjet-Unie van 2 september 1944 dwong de Duitse troepen om heel Finland te evacueren. Als onderdeel van deze moeilijke operatie slaagde de 163e Infanteriedivisie erin zich op een ordelijke manier terug te trekken door Fins Lapland naar Rovaniemi. Hier kreeg op 10 oktober de divisie bevel zich per truck met spoed te verplaatsen naar Luostari (400 km) en zich daar te voegen bij het in moeilijkheden verkerende 19e Bergkorps bij Petsamo. Hier kwam de divisie in actie tot eind oktober, maar moest zich toen weer terugtrekken richting Nautsi en Ivalo. Vanaf daar ging het vervolgens terug naar Noord-Noorwegen. In november werd Lakselv en iets later Nordreisa bereikt. In december ging het via Bodø en Dønna naar Trondheim. In het begin van het jaar 1945 werd de divisie overgebracht en vandaar in februari 1945 per schip naar Stettin. De divisie was intussen bij Aarhus op de standaard van een Infanteriedivisie 45 gebracht.

### Laatste inzet in Pommeren
De divisie kwam medio februari naar Falkenburg in Pommeren. Hier werd de divisie in het front gebracht onder het X SS Korps van het 3e Pantserleger. Op 24 februari 1945 startten de Sovjets hun Pommerenoffensief. De divisie kwam pas in de problemen vanaf 1 maart 1945 met de start van het Arnswalde-Kolberg offensief. Hierdoor werd het hele X SS Korps omsingeld, inclusief de divisie. Op 6 maart probeerde de divisie in drie groepen uit te breken uit de omsingeling vanuit Forst Karsbaum (ten noorden van Dramburg) in noordwestelijke richting, maar geen van de groepen kwam door de Sovjetverdediging heen. De divisiecommandant sneuvelde in deze gevechten.

### Einde
De 163e Infanteriedivisie was daarmee op 6 maart 1945 vernietigd tijdens diens uitbraakpoging tussen Schivelbein en Dramburg.
Slecht restanten konden ontsnappen naar de benedenloop van de Oder, naar Swinemünde. Het grootste deel hiervan was I./GR 310. Deze delen werden op 1 april 1945 ingedeeld bij de Kriegsmarine en opgenomen in de 3e Marine Infanteriedivisie.

## Commandanten
| Rang                                               | Naam              | Begin              | Eind               |
| -------------------------------------------------- | ----------------- | ------------------ | ------------------ |
| Generalmajor vanaf 1 november 1940 Generalleutnant | Erwin Engelbrecht | 18 november 1939   | 5 januari 1942     |
| Oberst                                             | Werner Wachsmuth  | 5 januari 1942     | eind voorjaar 1942 |
| Generalleutnant                                    | Erwin Engelbrecht | eind voorjaar 1942 | 15 juni 1942       |
| Generalleutnant                                    | Anton Dostler     | 10 juli 1942       | 29 december 1942   |
| Generalmajor                                       | Karl Rübel        | 29 december 1942   | 23 juni 1943       |
| Oberst                                             | Willi Heinrich    | 23 juni 1943       | 15 juli 1943       |
| Generalmajor vanaf 1 maart 1944 Generalleutnant    | Karl Rübel        | 15 juli 1943       | 8 maart 1945 †     |

## Bovenliggende bevelslagen
| Legerkorps          | Leger                | Legergroep            | Plaats/regio           | Begin               | Eind                |
| ------------------- | -------------------- | --------------------- | ---------------------- | ------------------- | ------------------- |
| in oprichting       |                      |                       | Wehrkreis III          | 18 november 1939    | maart 1940          |
| Armeegruppe XXI     |                      |                       | Noorwegen              | 9 april 1940        | 24 augustus 1940    |
| H.Kdo. z.b.V. XXXVI | Armee Norwegen       | OKH                   | Noorwegen              | 24 augustus 1940    | juni 1941           |
| H.Kdo. z.b.V. LXX   | Armee Norwegen       | OKH                   | Noorwegen              | juni 1941           | juli 1941           |
| Verbands-Stab Nord  | Fins Karelisch Leger | --                    | Oost-Karelië           | juli 1941           | 15 mei 1942         |
| Verbands-Stab Nord  | Fins Karelisch Leger | --                    | Oost-Karelië           | juli 1941           | 15 mei 1942         |
| 36e Bergkorps       | Armee Lappland       | OKH                   | Kandalaksja            | 20 mei 1942         | 22 juni 1942        |
| 36e Bergkorps       | 20. Gebirgs-Armee    | OKH                   | Kandalaksja, Noorwegen | 22 juni 1942        | januari 1945        |
| 71e Legerkorps      | 20. Gebirgs-Armee    | OKH                   | Noorwegen              | januari 1945        | januari 1945        |
| direct onder bevel  | 11. Armee            | Heeresgruppe Weichsel | Stettin                | februari 1945       | medio februari 1945 |
| X SS Korps          | 3. Panzerarmee       | Heeresgruppe Weichsel | Pommeren               | medio februari 1945 | 6 maart 1945        |

## Samenstelling
- Infanterie-Regiment 307
- Infanterie-Regiment 310
- Infanterie-Regiment 324
- Artillerie-Regiment 234 (vier Abteilungen)
- Panzerjäger-Abteilung 234 (antitankbataljon)
- Pionier-Bataillon 234 (geniebataljon)
- Feldersatz-Bataillon 234 (vervangingsbataljon)
- Infanterie-Divisions-Nachrichtenabteilung 234 (verbindingsbataljon)
- Nachschubstruppen 234 (bevoorradingstroepen)